# Società Polisportiva Ars et Labor 1919-1920
Questa pagina raccoglie le informazioni riguardanti la Società Polisportiva Ars et Labor nelle competizioni ufficiali della stagione 1919-1920.

## Stagione
La fervente attività sportiva svolta dalla SPAL immediatamente dopo la ripresa post-bellica fa credere ai dirigenti ferraresi che la propria squadra vanti il diritto di prendere parte alla Prima Categoria, massima serie dell'epoca. Sono però tre le formazioni che reclamano l'ultimo posto rimasto vacante: la SPAL, il Gruppo Sportivo Bolognese e l'Audace Bologna. Il Comitato Regionale Emiliano decide di quindi far giocare delle gare di qualificazione ad eliminazione diretta: nel derby felsineo si impone il G.S. Bolognese, che affronterà i biancazzurri il 5 ottobre 1919 nel match decisivo sul terreno dello Sterlino, nel capoluogo emiliano. La partita si conclude a reti bianche, tuttavia dopo il proseguimento ad oltranza la SPAL esce battuta per 1-0 su calcio di rigore, dovendosi quindi accontentare di prendere parte al girone unico di Promozione emiliana assieme a Piacenza, Reggiana, Parma e l'Audace di Bologna. 
Nella stagione 1919-1920 della Promozione, la SPAL si piazza in quarta posizione di classifica con 6 punti. Per allargamento dei quadri, viene comunque ammessa in Prima Categoria per la stagione successiva.

## Rosa
| N. |                   | Ruolo | Calciatore     |
| -- | ----------------- | ----- | -------------- |
|    | Italia (bandiera) | P     | Oreste Canova  |
|    | Italia (bandiera) | P     | Ernesto Lupi   |
|    | Italia (bandiera) | D     | Giorgio Armari |
|    | Italia (bandiera) | D     | Chendi         |
|    | Italia (bandiera) | D     | Colombani      |
|    | Italia (bandiera) | D     | Giuseppe Preti |
|    | Italia (bandiera) | C     | Baruffi        |
|    | Italia (bandiera) | C     | Bassoli        |
|    | Italia (bandiera) | C     | Giani          |

| N. |                   | Ruolo | Calciatore   |
| -- | ----------------- | ----- | ------------ |
|    | Italia (bandiera) | C     | Pancaldi     |
|    | Italia (bandiera) | C     | Pini         |
|    | Italia (bandiera) | C     | Sani         |
|    | Italia (bandiera) | A     | Biavati      |
|    | Italia (bandiera) | A     | Bombonati    |
|    | Italia (bandiera) | A     | Mongini      |
|    | Italia (bandiera) | A     | Ilario Preti |
|    | Italia (bandiera) | A     | Vassarotti   |
|    | Italia (bandiera) | A     | Zaganelli    |